# Jin (cantor)
Kim Seok-jin (hangul: 김석진; hanja: 金碩珍; rr: Gim Seok-jin; MR: Kim Sŏkchin; Gwacheon, 4 de dezembro de 1992), mais conhecido na carreira musical por seu nome artístico Jin (hangul: 진), é um cantor, compositor, ator e dançarino sul-coreano. Estreou como membro do grupo BTS (também conhecido como Bangtan Boys) em junho de 2013.
Jin compôs e lançou três faixas solo com o grupo BTS: "Awake" em 2016, "Epiphany" em 2018 e "Moon" em 2020. As três faixas estrearam na Gaon Digital Chart da Coreia do Sul. Em 2019, Kim lançou sua primeira música independente, a faixa digital "Tonight". Ele também participou da trilha sonora do drama coreano Hwarang: The Poet Warrior Youth ao lado do companheiro de banda V. Kim recebeu elogios críticos por seu falsete e alcance emocional como cantor.
Em 2018, ele foi premiado por Ordem de Mérito Cultural de quinta classe pelo presidente da Coreia do Sul, juntamente com os outros membros do BTS, por suas contribuições para a cultura coreana.

## Biografia
Jin nasceu sob o nome Kim Seok-jin em 4 de dezembro de 1992 em Gwacheon, Gyeonggi, Coreia do Sul. Sua família consiste de sua mãe, pai e irmão mais velho.
Enquanto estava no ensino médio, Seokjin foi abordado pela agência sul-coreana SM Entertainment na rua, mas ele rejeitou a oferta na época. Inicialmente, ele pretendia ser ator, frequentando então a Universidade Konkuk e se formando em arte e atuação em 22 de fevereiro de 2017. Ele está atualmente matriculado na escola de pós-graduação da Hanyang Cyber University, buscando estudos em outras áreas além da música

## Carreira
Jin foi descoberto pela Big Hit Entertainment enquanto caminhava pela rua, então foi convidado para fazer uma audição para modelo, nesse período estudava atuação. Em 13 de junho de 2013, Jin fez sua estréia como um dos quatro vocalistas do BTS no M! Countdown, da Mnet, com a faixa "No More Dream" do álbum de estréia, 2 Cool 4 Skool. Apesar de ter feito composições antes, ele co-produziu um single solo do álbum Wings intitulado "Awake", que ficou em 31 na Gaon Music Chart e 6 na Billboard World Digital Singles Chart. Em dezembro de 2016, ele lançou uma versão de Natal de "Awake" no SoundCloud. No mesmo mês, Jin colaborou com o colega do BTS, V para a trilha sonora do drama histórico Hwarang: The Poet Warrior Youth, intitulada "It's Definitely You". Ele também se juntou a Jungkook, membro do BTS, para cantar e lançar uma versão alternativa de "So Far Away", uma canção da mixtape do membro do BTS, Suga (Agust D).
Em 9 de agosto de 2018, um trailer com a nova música intitulada "Epiphany" foi lançado. "Epiphany" foi descrito como uma "canção de melodia pop-rock", e foi uma performance solo de Jin, com as letras falando sobre o amor próprio. A versão completa da música foi lançada pela primeira vez no álbum Love Yourself: Answer.
Em 4 de junho de 2019, Jin lançou sua primeira música independente, "Tonight", como parte do evento  BTS Festa 2019, um evento anual que celebra o aniversário do grupo. A balada acústica foi composta por ele mesmo ao lado dos produtores da Big Hit Entertainment, Slow Rabbit e Hiss Noise. As letras foram escritas por Jin e pelo líder do BTS RM,  estas que são inspiradas pelo relacionamento de Jin com seus animais de estimação. A faixa foi recebida de forma positiva, com elogios dirigidos aos vocais de Jin e à atmosfera fria da música.
Em 28 de outubro de 2022, lançou seu single "The Astronaut" em parceria com Chris Martin. Embora essa canção não seja uma parceiria oficial com o Coldplay, outros membros do Coldplay coloboraram com a composição. Dias antes ao lançamento do single, Jin anunciou que iria cumprir o serviço militar obrigatório da Coreia do Sul. Em dezembro do mesmo ano, Jin iniciou seu treinamento militar, que tem duração mínima de 18 meses.

## Habilidades artísticas

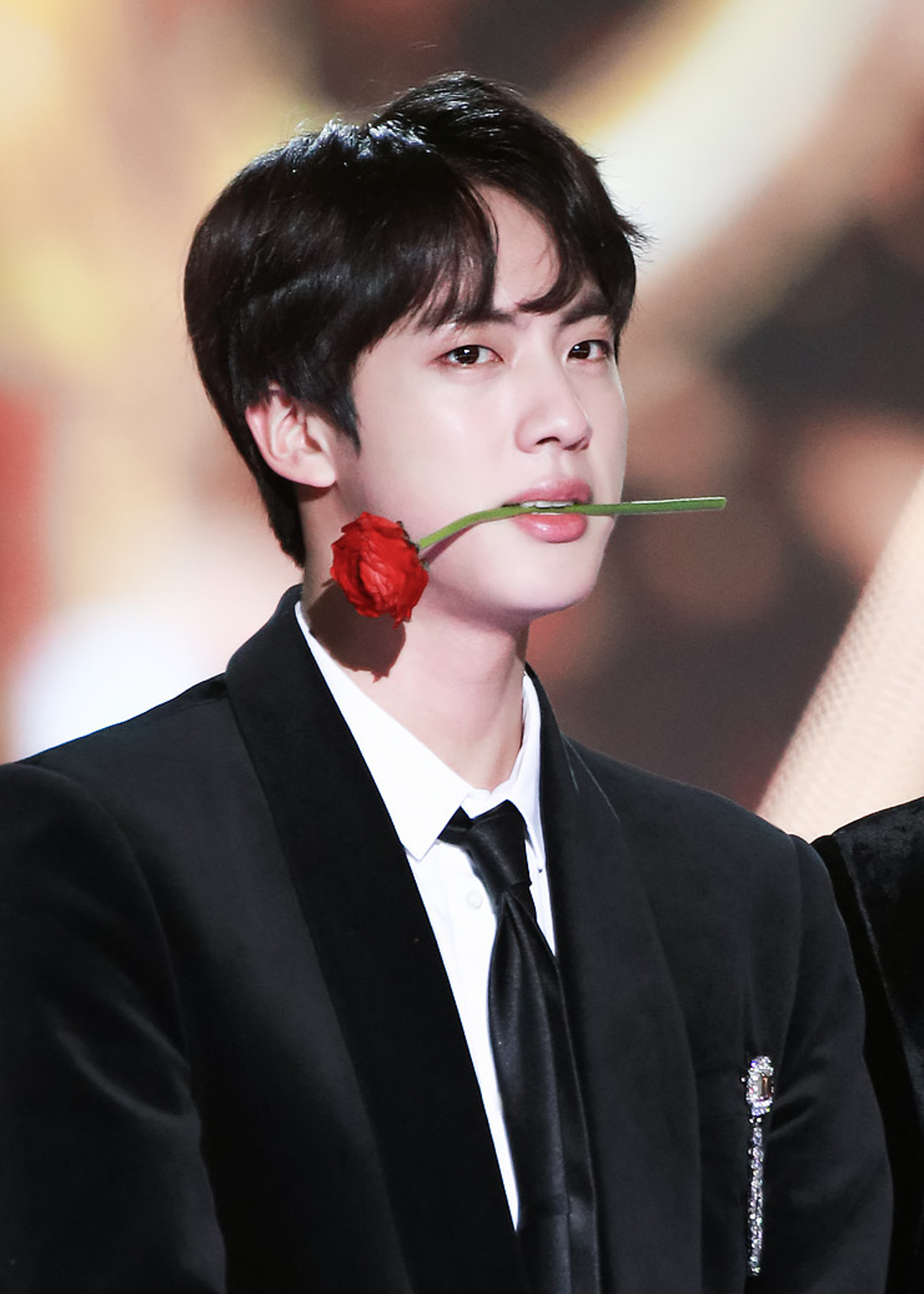
Jin em 25 de janeiro de 2018.

Jin é um tenor e consegue tocar guitarra. Sua voz de canto recebeu críticas em geral positivas, ganhando reconhecimento entre outros músicos por sua potência vocal. O jornalista Choi Song-hye, escrevendo para a Aju News, observou que a estabilidade vocal de Jin estava destacada nos singles de BTS, como "Spring Day" e "Fake Love", enquanto que seu alcance emocional se destacava em faixas como "Jamais Vu", da extended play Map of the Soul: Persona (2019). Hong Hye-min do The Korea Times descreveu a voz de Jin como "terna, triste e de espírito livre", em elemento de destaque na balada solo "Epiphany", enquanto o crítico Park Hee-a afirmou que ele "canta as emoções mais sentimentais" em todos os solos de Love Yourself: Answer. Além disso, a crítica de Park para o Korean Music Awards cita Jin em "Fake Love" como o que "prova a efetividade da música". Os membros do painel do Grammy descreveram a voz de Jin como uma "voz de prata" no romance da Kim Young-dae  2019 novel BTS: The Review, devido ao seu controle de respiração estável e forte falsete.

## Influência
Em 2018, Jin foi classificado como o 11º idol mais conhecido na Coreia do Sul.

## Outras atividades

### Negócios
Em 2018, Jin abriu um restaurante de estilo japonês em Seul chamado Ossu Seiromushi com seu irmão mais velho.

### Filantropia
Em dezembro de 2018, Jin doou vários recursos para a Associação Coreana de Bem-Estar Animal para celebrar seu aniversário, comprando comida, cobertores e pratos para a organização. Nesse mesmo dia, ele doou 321 kg de alimentos para os defensores dos direitos dos animais da Coreia (KARA), outra organização sem fins lucrativos coreana para o bem-estar dos animais.
Desde maio de 2018, Jin tem sido um doador mensal para a Fundo das Nações Unidas para a Infância (UNICEF) Coreia, solicitando que suas doações fossem privadas na época. Pouco tempo depois elas foram publicadas junto com a informação de sua entrada no UNICEF Honors Club em maio de 2019 por doar mais de 100 milhões (cerca de US $ 84.000).

## Discografia
| Título                                                                                   | Ano                    | Melhores posições      | Melhores posições      | Vendas                 | Álbum                               |
| Título                                                                                   | Ano                    | KOR Gaon               | US World               | Vendas                 | Álbum                               |
| Como artista principal                                                                   | Como artista principal | Como artista principal | Como artista principal | Como artista principal | Como artista principal              |
| ---------------------------------------------------------------------------------------- | ---------------------- | ---------------------- | ---------------------- | ---------------------- | ----------------------------------- |
| "Awake"                                                                                  | 2016                   | 31                     | 6                      | - KOR: 105,382         | Wings                               |
| "Epiphany"                                                                               | 2018                   | 30                     | 4                      | - US: 10,000+          | Love Yourself: Answer               |
| Trilhas sonoras                                                                          |                        |                        |                        |                        |                                     |
| "It's Definitely You" (com V)                                                            | 2016                   | 34                     | 8                      | - KOR: 76,657+         | Hwarang: The Poet Warrior Youth OST |
| "—" indica lançamentos que não figuraram nas paradas ou não foram lançados nessa região. |                        |                        |                        |                        |                                     |

### Composições
Todos os créditos de músicas são adaptados do banco de dados da Korea Music Copyright Association.
| Ano  | Artista | Canção                     | Álbum                                            |
| ---- | ------- | -------------------------- | ------------------------------------------------ |
| 2013 | BTS     | "Outro:Circle Room Cypher" | 2 Cool 4 Skool                                   |
| 2015 | BTS     | "Outro: Love Is Not Over"  | The Most Beautiful Moment in Life, Part 1        |
| 2015 | BTS     | "Boyz with Fun"            | The Most Beautiful Moment in Life, Part 1        |
| 2016 | BTS     | "Love Is Not Over"         | The Most Beautiful Moment in Life: Young Forever |
| 2016 | BTS     | "Awake"                    | Wings                                            |
| 2019 | Jin     | "Tonight"                  | Canção sem álbum                                 |
| 2023 | Jin     | "The Astronaut"            | Canção sem álbum                                 |

## Filmografia

### Apresentador
| Ano  | Título            | Rede | Nota(s)                                                                  |
| ---- | ----------------- | ---- | ------------------------------------------------------------------------ |
| 2016 | Inkigayo          | SBS  | com RM, Kei, Mijoo (Lovelyz)                                             |
| 2017 | M Countdown       | Mnet | com Jimin e J-Hope                                                       |
| 2017 | KBS Song Festival | KBS  | com Sana, Chanyeol, Irene, Solar, Mingyu (Seventeen), Yerin, Kang Daniel |
| 2018 | Music Bank        | KBS  | com Solbin (Laboum)                                                      |
| 2018 | KBS Song Festival | KBS  | com Dahyun e Chanyeol                                                    |

### Programas de variedade
| Ano  | Título                           | Rede | Note(s)                             |
| ---- | -------------------------------- | ---- | ----------------------------------- |
| 2017 | Law of the Jungle in Kota Manado | KBS  | Membro do elenco; Episódios 247–251 |

## Prêmios e indicações
| Ano  | Premiação              | Recipiente                          | Categoria | Resultado | Ref    |
| ---- | ---------------------- | ----------------------------------- | --------- | --------- | ------ |
| 2017 | 9th Melon Music Awards | "It's Definitely You" (Hwarang OST) | Best OST  | Indicado  | [ 44 ] |